# Аддисон, Уильям
Уи́льям А́ддисон (англ. William Addison; 28 ноября 1933, Батон-Руж — 29 октября 2008, Сан-Франциско) — американский шахматист; международный мастер (1967).
В составе сборной США участник 2-х Олимпиад (1964—1966), серебряный призёр. В межзональном турнире в Пальме-де-Майорка (1970) — 18—19-е места.